# Glöð
Glöd (deutsch „Glut“) ist in der nordischen Mythologie die Frau des Feuerriesen Logi. Ihre Töchter waren Eimyria („Glutasche“) und Eysa. Gemäß der Preisung Thors wurden die beiden Schwestern von den verbannten Jarlen Besetil und Bisil auf ein fernes Eiland entführt.